# Free Guy
Free Guy is een komische sciencefictionfilm uit 2021, geregisseerd door Shawn Levy naar een scenario van Matt Lieberman en Zak Penn en een verhaal van Lieberman. De film is een Amerikaans, Canadees, Japanse coproductie.

## Verhaal
Guy woont in een glinsterende metropool genaamd Free City waar hij elke ochtend uit bed springt, luistert naar de "Fantasy" van Mariah Carey, een fris blauw shirt aantrekt en naar zijn werk gaat. Hij werkt bij een bank waar zijn beste vriend Buddy ook als beveiliger werkt. Hij weet echter niet dat hij slechts een non-playable character (niet-speelbaar personage) is in een computerspel met een open wereld.
In Free City zijn de zonnebrilmensen de helden en alle NPC's zoals hij leven hun zorgeloze leven in een eindeloze lus. Guy is echter blij met deze routine, en hij deinst niet eens terug als een bankrover op zijn werk een geweer tegen zijn hoofd houdt, wat regelmatig en vaak meerdere keren per dag gebeurt. Wat hij echter mist in zijn digitale leven, is een vrouw aan zijn zijde. Een speelbaar personage genaamd Molotov Girl, die ook thuis is in Free City, leidt een heel ander leven dan Guy in deze wereld.
Hun echte speler is Millie, een programmeur en voormalig partner van Keys, met wie ze het computerspel ontwikkelde. Dankzij een code die ze in Free City plaatsen, realiseert Guy zich dat zijn wereld een computerspel is. Vervolgens probeert hij zelf een held te worden. Een race tegen de klok begint, want ook de game moet worden opgeslagen voordat de ontwikkelaars hem kunnen afsluiten.

## Rolverdeling
| Acteur                  | Personage                  |
| ----------------------- | -------------------------- |
| Ryan Reynolds           | Blue Shirt Guy / Dude      |
| Jodie Comer             | Millie / Molotov Girl      |
| Lil Rel Howery          | Buddy                      |
| Utkarsh Ambudkar        | Mouser                     |
| Joe Keery               | Walter "Keys" McKeys       |
| Taika Waititi           | Antwan                     |
| Camille Kostek          | Bombshell                  |
| Britne Oldford          | Missy                      |
| Matty Cardarople        | Gamer                      |
| Mike Devine             | Agent Johnny               |
| Channing Tatum          | Avatar                     |
| Tyler Blevins           | Ninja                      |
| Chris Evans             | Zichzelf                   |
| Hugh Jackman            | Speler in de Steeg (stem)  |
| Tina Fey                | Stofzuigende Moeder (stem) |
| Dwayne Johnson          | Bankovervaller #2 (stem)   |
| John Krasinski          | Gamer (stem)               |
| Lannan Eacott           | LazarBeam                  |
| Daniel Robert Middleton | DanTDM                     |
| Seán William McLoughlin | Jacksepticeye              |
| Imane Anys              | Pokimane                   |
| Alex Trebek             | zichzelf (cameo)           |

## Productie
Free Guy was in ontwikkeling bij 20th Century Fox voorafgaand aan de overname door Disney en is een van de eerste Fox-films die de productie voortzet nadat ze door Disney zijn gekocht, evenals onder de nieuwe studionaam 20th Century Studios. De opnames begonnen in mei 2019 in Boston, inclusief het financiële centrum van de stad. Er werd ook gefilmd in het centrum van Worcester en Framingham, in het voormalige Framingham bankgebouw.

## Release
De film ging in première op 3 augustus 2021 in New York. Na een vertraging van een jaar als gevolg van de COVID-19-pandemie, werd Free Guy op 13 augustus 2021 in de bioscoop uitgebracht in de Verenigde Staten, in RealD 3D, IMAX en Dolby Cinema door 20th Century Studios.

## Ontvangst
De film ontving over het algemeen positieve recensies van critici. Op Rotten Tomatoes heeft Free Guy een waarde van 81% en een gemiddelde score van 7,00/10, gebaseerd op 255 recensies. Op Metacritic heeft de film een gemiddelde score van 62/100, gebaseerd op 50 recensies.